# Лагаш (Іран)
Лагаш (перс. لهاش) — село в Ірані, у дегестані Челав, у Центральному бахші, шагрестані Амоль остану Мазендеран. За даними перепису 2006 року, його населення становило 17 осіб, що проживали у складі 5 сімей.

## Клімат
Середня річна температура становить 10,62 °C, середня максимальна – 24,49 °C, а середня мінімальна – -3,89 °C. Середня річна кількість опадів – 287 мм.
| Клімат поселення                              | Клімат поселення | Клімат поселення | Клімат поселення | Клімат поселення | Клімат поселення | Клімат поселення | Клімат поселення | Клімат поселення | Клімат поселення | Клімат поселення | Клімат поселення | Клімат поселення | Клімат поселення |
| Показник                                      | Січ.             | Лют.             | Бер.             | Квіт.            | Трав.            | Черв.            | Лип.             | Серп.            | Вер.             | Жовт.            | Лист.            | Груд.            |                  |
| Середній максимум, °C                         | 3,78             | 4,50             | 7,35             | 13,31            | 18,16            | 22,05            | 24,49            | 24,32            | 21,21            | 16,81            | 11,06            | 6,14             |                  |
| Середня температура, °C                       | −0,06            | 0,67             | 3,52             | 9,48             | 14,33            | 18,22            | 20,69            | 20,51            | 17,42            | 13,02            | 7,28             | 2,35             |                  |
| Середній мінімум, °C                          | −3,89            | −3,17            | −0,31            | 5,64             | 10,50            | 14,38            | 16,90            | 16,72            | 13,62            | 9,22             | 3,48             | −1,45            |                  |
| Норма опадів, мм                              | 32               | 31               | 42               | 30               | 27               | 12               | 8                | 8                | 12               | 29               | 27               | 29               |                  |
| Середньомісячна швидкість вітру, м/с          | 1.63             | 2.31             | 2.90             | 2.82             | 2.20             | 1.70             | 1.68             | 1.68             | 1.61             | 1.74             | 1.85             | 1.68             |                  |
| Середньомісячна сонячна радіація, кДж/м²·день | 9059             | 11568            | 14068            | 17312            | 20753            | 23362            | 22913            | 21210            | 18169            | 13851            | 10608            | 8604             |                  |
| --------------------------------------------- | ---------------- | ---------------- | ---------------- | ---------------- | ---------------- | ---------------- | ---------------- | ---------------- | ---------------- | ---------------- | ---------------- | ---------------- | ---------------- |
| Джерело:                                      |                  |                  |                  |                  |                  |                  |                  |                  |                  |                  |                  |                  |                  |